# Річард Лукас (веслувальник)
Річард Лукас (англ. Richard Lucas, 27 липня 1886 — 29 травня 1968) — британський академічний веслувальник.
Срібний призер Олімпійських Ігор 1920 року в складі вісімки.